# منتج ذو استعمال واحد

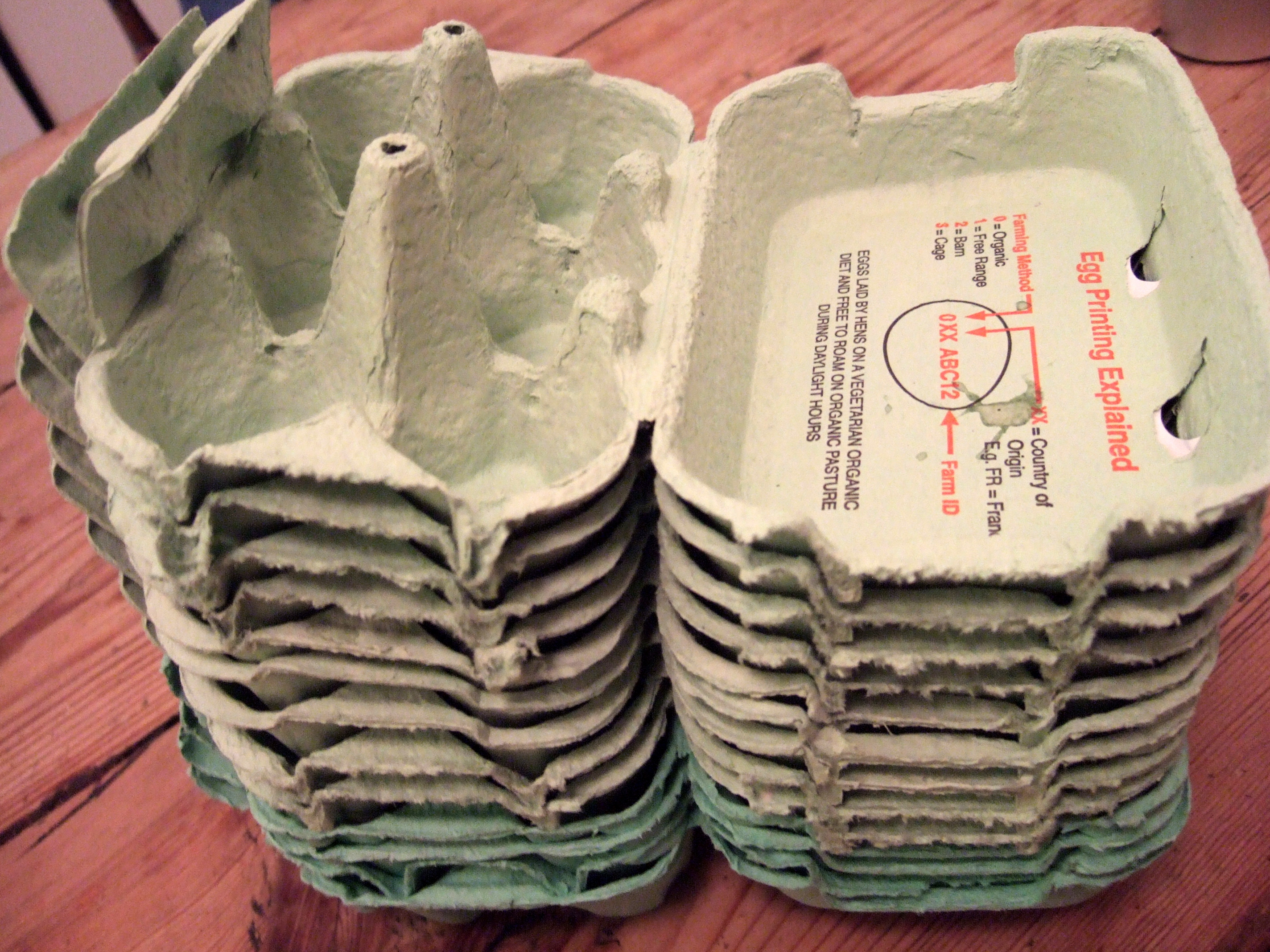
حاويات ورق المقوى المستخدمة في بيع البيض وهي من المنتجات ذو الاستعمال الواحد

المنتجات ذات الاستعمال الواحد (المستهلكات ذات الاستخدام الواحد)، وهو منتج مصمم للاستخدام مرة واحدة، يُعاد تدويره بعد ذلك أو يُتخلص منه كنفايات صلبة. يستخدم المصطلح أيضًا في بعض الأحيان للمنتجات التي قد تستمر عدة أشهر (مثل فلاتر الهواء التي يمكن التخلص منها) لتمييزها عن المنتجات المماثلة التي تدوم إلى أجل غير مسمى (مثل فلاتر الهواء القابلة للغسل). لا ينبغي الخلط بين كلمة «المستهلكات» وكلمة «المواد الاستهلاكية»، والتي تستخدم على نطاق واسع في عالم الميكانيك. على سبيل المثال، يعتبر اللحامون أن قضبان اللحام، ونهاياتها المستدقة، والخراطيم، والغاز، وغيره، هي «مواد استهلاكية»، إذ إنها لا تدوم سوى فترة معينة قبل الحاجة إلى استبدالها.

## اشتقاق الكلمة
«المستهلكات» هو صفة تُطلق للأشياء التي لا يمكن إعادة استخدامها ولكن يُتخلص منها بعد استخدامها. يستخدم الكثير من الناس الآن المصطلح كاسم أو موصوف، أي «يمكن التخلص منه» ولكن في الواقع، لا تزال هذه صفة لأن الاسم (المنتج، الحفاض، وما إلى ذلك) هو اسم ضمني. الدخل المتاح هو مقدار الأموال المتبقية من راتب الشخص أو مدفوعات الإنفاق أو الإدخار أو أيًا كان، بعد أن تُستبعد جميع تكاليف المعيشة.

## المواد
تُصنع المنتجات ذات الاستخدام الواحد من الورق أو البلاستيك أو القطن أو رغوة البوليسترين غالبًا. يصعب إعادة تدوير المنتجات المصنوعة من مواد مؤلفة مثل التصفحات صعبة التدوير، والتي غالبًا ما يُتخلص منها في نهاية عمر استخدامها.

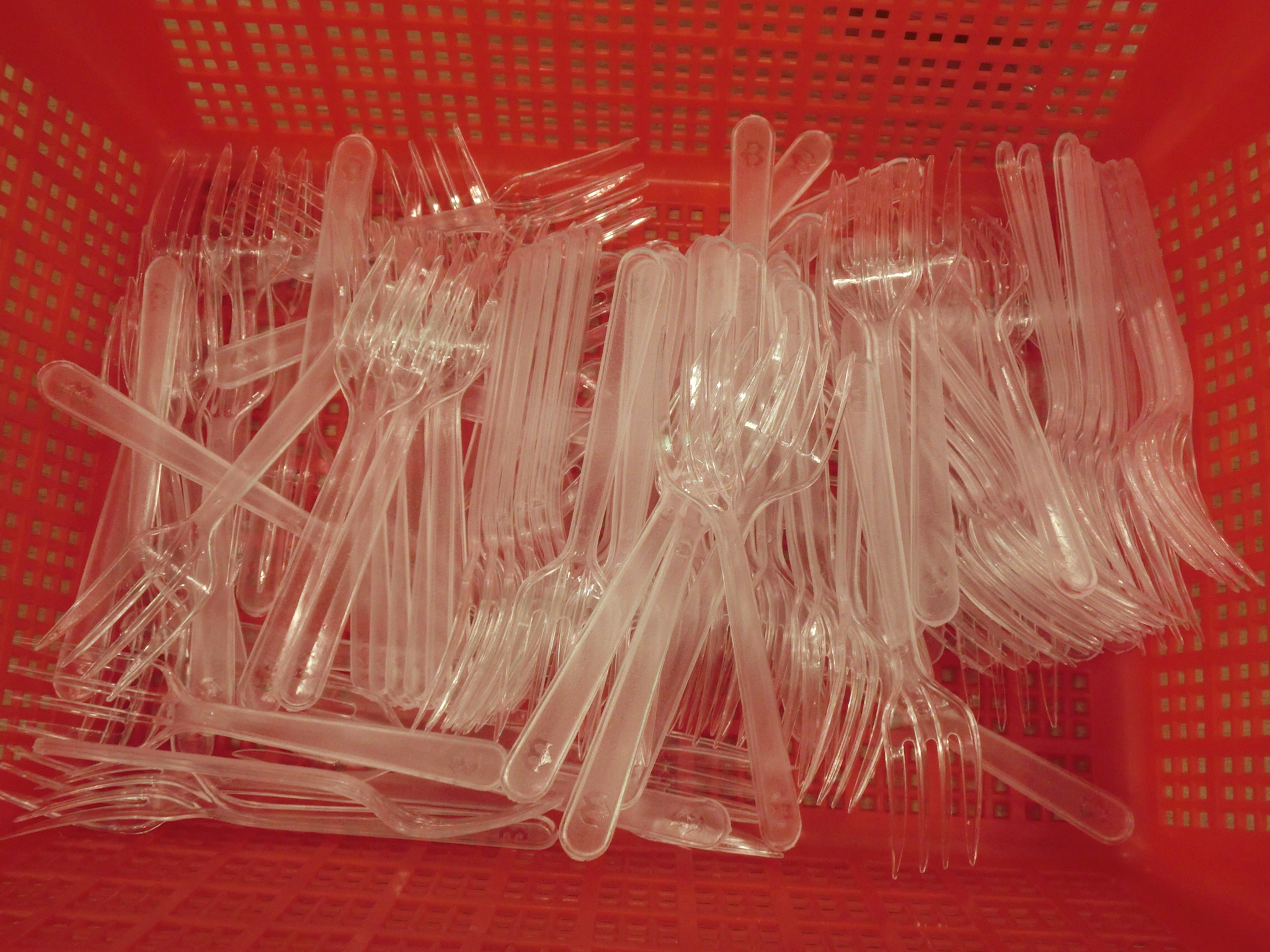
شوك بلاستيكية

## أمثلة عن المستهلكات ذات الاستخدام الواحد

### منتجات المطبخ والطعام
- رقائق الألومنيوم ومقالي الألومنيوم.[2]
- أواني المستهلكات / أطباق ذات استخدام واحد (مثل الأطباق والأوعية والأكواب ذات الاستخدام الواحد).[3]
- أدوات تناول الطعام البلاستيكية (مثل المعالق والسكاكين والشوك ومعالق المشوك).
- أغطية الطاولات ذات الاستعمال الواحد.
- علب الطعام البلاستيكية الرخيصة القابلة لإعادة التدوير.
- لفائف الكاب كيك، وفلاتر القهوة القابلة للتسميد الطبيعي.

### التغليف
تُستخدم رزم التغليف مرة واحدة عادةً. شُكّل التسلسل الهرمي للنفايات لتقليل استهلاك المواد. تتناسب العديد من أشكال ومواد التغليف مع نسب إعادة التدوير الفعلية المنخفضة في العديد من المناطق. يزيد عدد مرات استخدام العبوات وإعادة تغليفها، ولكن في النهاية، سيُعاد تدوير الحاويات أو تحويلها إلى سماد طبيعي أو حرقها أو دفنها.
يوجد العديد من أشكال الحاويات مثل الصناديق والزجاجات والجرات والحقائب، وغيرها. وتشمل المواد الورق والبلاستيك والمعادن والأقمشة والمواد المؤلفة، وغيرها.